# Latrunculi

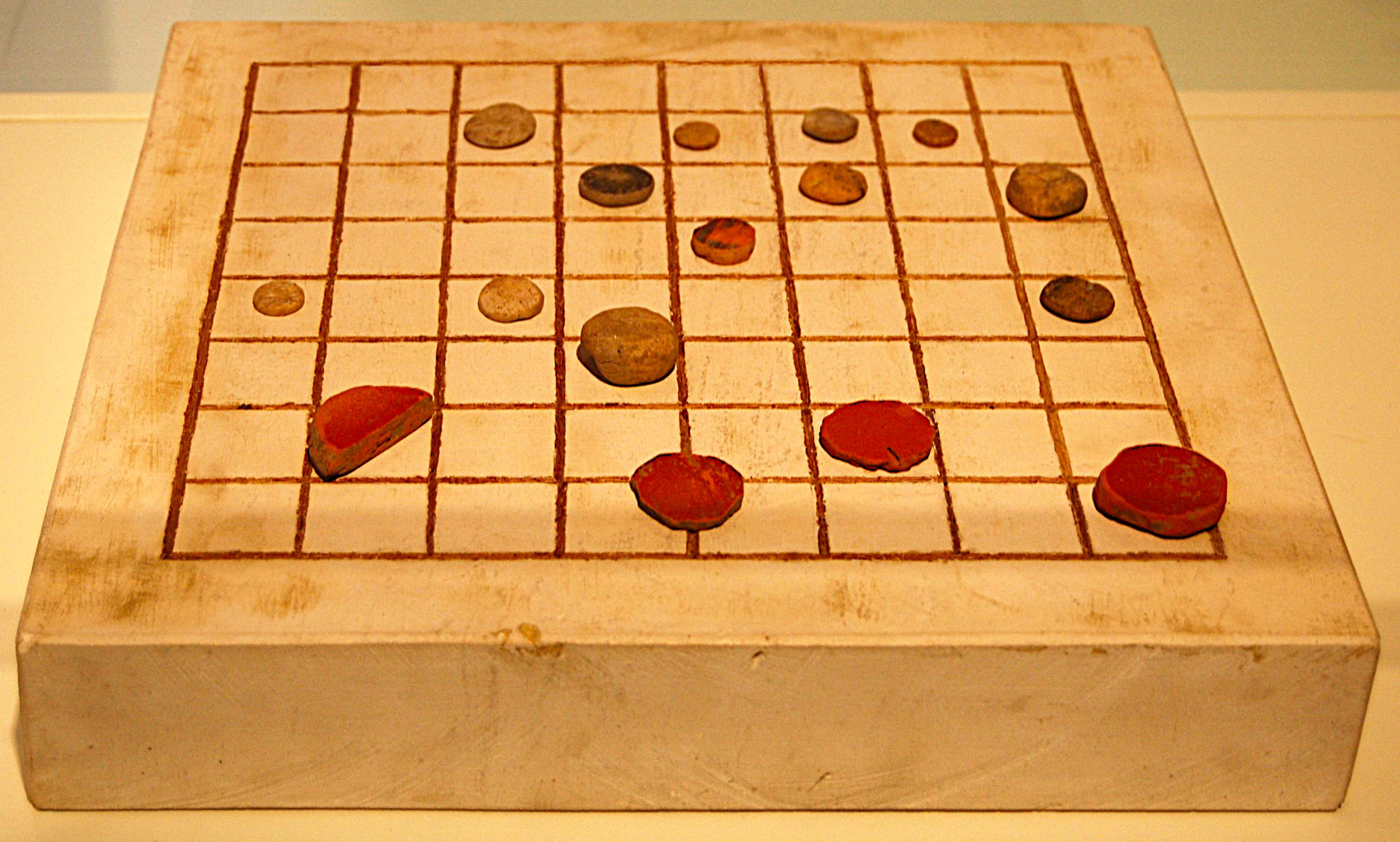
Latrunculi w Complutum (Hiszpania).

Latrunculi (łac. latrunculi "łotrzyki", zdrobnienie od latrōnēs, l. poj. latrō "zbójca, najemnik" z gr. λατράζειν) – starorzymska gra zwana też jako gra w rozbójników (lūdus lātrunculōrum). Jej reguły nie są znane, ponieważ nie zachował się żaden tekst z pełnym jej opisem. Wiadomo jedynie, że cieszyła się dużą popularnością; obecnie wielu miłośników gier próbuje ją zrekonstruować. 
Najprawdopodobniej toczyła się na planszy 8 na 8 pól (według przypuszczeń plansza mogła mieć inny wymiar, np. 8 × 12 czy 7 × 8). Każdy gracz posiadał po 16 pionów, które mogły poruszać się w każdą stronę o dowolną liczbę pól. Bicie następowało przez pojmanie (czyli dostawienie swojego piona do piona przeciwnika w taki sposób, aby z drugiej strony piona wrogiego stał inny własny pion). Grano aż do zbicia wszystkich pionów. 
Obecnie gra ta znana jest głównie pod nazwą warcabów rzymskich. Pochodzi od jeszcze starszej, greckiej odmiany warcabów zwanej petteia (kamyki).